# واتسلاو کولوشک
واتسلاو کولوشک (چکی: Václav Koloušek؛ زادهٔ ۱۳ آوریل ۱۹۷۶) بازیکن فوتبال اهل جمهوری چک بود.
از باشگاه‌هایی که در آن بازی کرده‌است می‌توان به باشگاه فوتبال اسلاویا پراگ، باشگاه فوتبال سالرنیتانا، دوکلا پراگ، باشگاه فوتبال اسپارتا پراگ، باشگاه فوتبال ملادا بولسلاف، باشگاه فوتبال اسلوان براتیسلاوا، باشگاه فوتبال زبرویوفکا برنو، و باشگاه فوتبال اسلوان لیبرتس اشاره کرد.
وی همچنین در تیم‌های ملی فوتبال زیر ۲۱ سال جمهوری چک و جمهوری چک بازی کرده‌است.